# Station Hamburg Berliner Tor
Station Hamburg Berliner Tor (Bahnhof Hamburg Berliner Tor, kort: Berliner Tor) is een trein- en metrostation in het stadsdeel Borgfelde van de Duitse stad Hamburg. Het station is een vorkstation aan de spoorlijn Hamburg Hauptbahnhof - Hamburg-Poppenbüttel en de spoorlijn Hamburg Hauptbahnhof - Aumühle. Het is een belangrijk knooppunt in het oosten van het Hamburgse netwerk. Het station is onderdeel van de S-Bahn van Hamburg.

## Geschiedenis
De Berliner Tor, Berlijnse poort, was een omstreeks 1680 gebouwde stadspoort aan de noordkant van de oude binnenstad van Hamburg. De laatste resten van de poort werden gesloopt in 1820. In de 19e eeuw werd hier een straat gebouwd, aanvankelijk Beim Berliner Tor geheten en sinds 1899 simpelweg Berliner Tor.
Aan de bouw van de Stadtbahn (voluit: Hamburg-Altonaer Stadt- und Vorortbahn) (de toenmalige voorloper van de huidige S-Bahn) naar Ohlsdorf en de bouw van Hamburg Hauptbahnhof in de eerste jaren van de 20e eeuw, was ook het aanleggen van een nieuw tracé van de spoorlijn naar Berlijn verbonden. Vanaf het Hauptbahnhof (centraal station van Hamburg) tot Berliner Tor loopt deze parallel aan de spoorlijn naar Lübeck, takt vervolgens in station Berliner Tor af naar het zuiden en komt bij Rothenburgsort weer op het oude tracé. Zowel de Stadtbahn, de lijn naar Lübeck, de lijn naar Berlijn als de "voorstadsbaan" naar Friedrichsruh kregen een eigen eilandperron. Het station Berliner Tor kwam in 1906 gereed.
In 1912 werd het metrostation aan de Ringlijn noordelijk tegenover het treinstation onder de straat Beim Strohhause geopend.
In 1958 werd het langeafstandstraject naar Berlijn, waar toen nauwelijks langeafstandstreinen reden door de Duitse deling, tot Bergedorf voorzien van een derde rail (stroomtoevoer); het perron voor de langeafstandstreinen werd nauwelijks nog gebruikt. Met de bouw van de City-S-Bahn werd het perron aan de lijn naar Lübeck opgeheven en werd een nieuw perron met nieuwe sporen voor de S-Bahn-treinen in de richting naar Ohlsdorf gebouwd.

### S-Bahnongeluk bij Berliner Tor
Op 5 oktober 1961 om 22:38 vond in de buurt van het station een zwaar treinongeluk plaats met 28 doden en 55 gewonden. 
Bij het ongeval reed een S-Bahntrein richting Bergedorf op een met I-profielen beladen werktrein. De treindienstleider had de S-Bahntrein toestemming gegeven om door de rijden, op een trajectdeel waar de werktrein nog stond. Hij was de werktrein vergeten, omdat de treindetectie was uitgeschakeld voor rangeerwerkzaamheden.
De S-Bahntrein reed met een snelheid van ongeveer 60 km/h op de werktrein af. De lading I-profielen paste door de afmeting nagenoeg precies in de cabine van de S-Bahntrein, doorboorde en drukte de S-Bahntrein in elkaar. De machinist van de werktrein kon kort voor het ongeval uit de locomotief springen, de machinist van de S-Bahn werd gedood.
De treindienstleider werd hiervoor veroordeeld tot een gevangenisstraf van één jaar.

## S-Bahn
Het tot de Deutsche Bahn horende station ligt op twee niveaus. Op de onderste niveau bevinden zich twee perrons voor de S-Bahnlijn S1 (een eiland- en zijperron) en twee sporen van de spoorlijn naar Lübeck (zonder perrons). In de avond- en het weekend stopt de S5 op het station. 
Op het bovenste niveau (op een brug over de Anckelmannplatz) bevinden zich een eilandperron voor de S-Bahnlijn S2 en twee sporen van de spoorlijn naar Berlijn. De resten van het eilandperron voor deze laatste lijn zijn nog aanwezig, maar de toegang werd in de jaren 1980 afgesloten.
Het onderste S-Bahn-zijperron richting Ohlsdorf heeft als bijzonderheid dat onder de perronrand knipperlichten zijn geplaatst. Doordat het spoor in een bocht loopt, is de afstand tussen de perronrand en de trein hier vrij groot. Om hierop te wijzen zorgen de lichten voor de herkenbaarheid van het gat. Daarnaast wordt in de trein en op het perron waarschuwingen over de grote afstand omgeroepen.

### S-Bahnlijnen
De volgende S-Bahnlijnen doen het station Berliner Tor aan:
| Serie | Treinsoort        | Route | Bijzonderheden |
| ----- | ----------------- | --- | -------------- |
|       | S-Bahn (DB Regio) | Hamburg Airport – /Poppenbüttel – Ohlsdorf – Barmbek – Berliner Tor – Hauptbahnhof – Altona – Blankenese – Wedel |                |
|       | S-Bahn (DB Regio) | Altona – Dammtor – Hauptbahnhof – Berliner Tor – Bergedorf – Aumühle                                             |                |

## Metro (U-Bahn)

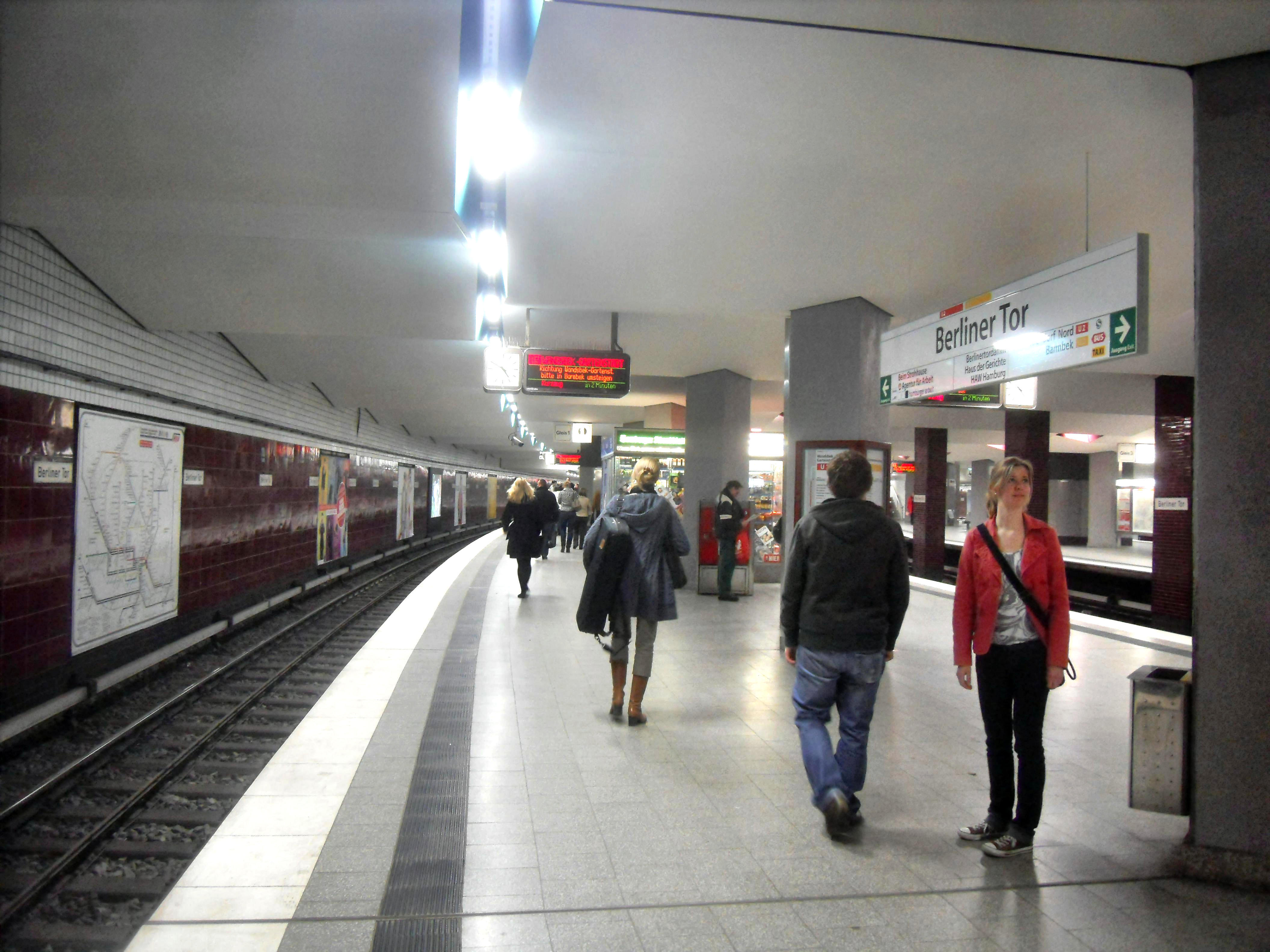
Metrostation Berliner Tor in 2009

In 1912 kwam het station van de Hamburger Hochbahn (ringlijn) in gebruik, de toenmalige bovengrondse zijperrons lag parallel aan de huidige Westphalensweg (westelijk van de spoorlijn naar Lübeck), werd in 1964 in kader van de nieuwbouw van de lijn naar Billstedt opgeheven. Daarvoor werd in een tunnel onder de straat Beim Strohhause een viersporige metrostation gebouwd, die vanaf 1967 door de lijn U3 naar Billstedt en vanaf 1968 door de lijn U2 naar Hauptbahnhof Nord worden bediend. Sinds 2009 worden, na een omvangrijke spoorverbouwing, de perrons door de lijnen U2 (Niendorf Nord - Mümmelsmannberg), U3 (Barmbek - Wandsbek-Gartenstadt) en vanaf eind 2012 U4 (HafenCity Universität - Billstedt) bediend.

### Metrolijnen
De volgende metrolijnen doen het station Berliner Tor aan:
| Lijn | Route |
| ---- | --- |
|      | Niendorf Nord – Niendorf Markt – Hagenbecks Tierpark – Schlump – Jungfernstieg – Hauptbahnhof Nord – Berliner Tor – Billstedt – Mümmelmannsberg                        |
|      | Barmbek – Kellinghusenstraße – Schlump – Sternschanze – Landungsbrücken – Rathaus – Hauptbahnhof Süd – Berliner Tor – Lübecker Straße – Barmbek – Wandsbek-Gartenstadt |
|      | Elbbrücken – HafenCity Universität – Jungfernstieg – Hauptbahnhof Nord – Berliner Tor – Billstedt                                                                      |